# 红脉钓樟
红脉钓樟（学名：Lindera rubronervia），为樟科山胡椒属下的一个植物种。